# Suburbicair bisdom Porto-Santa Rufina
Het bisdom Porto-Santa Rufina (Latijn: Dioecesis Portuensis-Sanctae Rufinae, Italiaans: Sede suburbicaria di Porto-Santa Rufina) is een suburbicair bisdom nabij Rome.

## Geschiedenis
Aanvankelijk waren Porto en Santa Rufina twee zelfstandige bisdommen. Porto, de belangrijkste haven van het oude Rome, werd al genoemd als bisdom sinds de 3e eeuw na Christus, Santa Rufina, vernoemd naar de gelijknamige heilige, sinds de 5e eeuw met Adeodatus als de eerste bisschop. 
Door een besluit van paus Calixtus II werden beide bisdommen in 1119 samengevoegd waarbij het nieuwe bisdom de naam ‘Porto e Santa Rufina’ kreeg. In 1825 werd de zetel van Civitavecchia aan het bisdom toegevoegd, een besluit dat in 1854 weer werd teruggedraaid. Op 30 september 1986 werd de naam van het bisdom veranderd naar Porto-Santa Rufina.
De huidige kardinaal-bisschop van Porto-Santa Rufina is Beniamino Stella. Het dagelijks bestuur van het bisdom berust bij een andere bisschop: Gianrico Ruzza. 

## Kardinaal-bisschoppen van Porto-Santa Rufina sinds de twintigste eeuw
| Periode episcopaat | Naam bisschop        |
| ------------------ | -------------------- |
| 1903-1915          | Serafino Vannutelli  |
| 1915-1929          | Antonio Vico         |
| 1929-1942          | Tommaso Pio Boggiani |
| 1946-1972          | Eugène Tisserant     |
| 1972-1984          | Paolo Marella        |
| 1985-1998          | Agostino Casaroli    |
| 1998-2019          | Roger Etchegaray     |
| 2020-heden         | Beniamino Stella     |

## Bisschoppen sinds 1967
| Periode episcopaat | Naam bisschop            |
| ------------------ | ------------------------ |
| 1967-1984          | Andrea Pangrazi          |
| 1984-1985          | Pellegrino Tomaso Ronchi |
| 1985-1994          | Diego Natale Bona        |
| 1994-2001          | Antonio Buoncristiani    |
| 2002-2021          | Gino Reali               |
| 2022-heden         | Gianrico Ruzza           |

## Kardinaal-bisschoppen van Porto-Santa Rufina die paus werden
| Periode episcopaat | Naam bisschop          | (latere) pausnaam    |
| ------------------ | ---------------------- | -------------------- |
| 1313-1316          | Giacomo Arnaldo d'Euse | paus Johannes XXII   |
| 1476-1492          | Rodrigo Borgia         | paus Alexander VI    |
| 1524               | Alessandro-Farnese     | paus Paulus III      |
| 1553               | Gian Pietro Carafa     | paus Paulus IV       |
| 1687               | Pietro Ottoboni        | paus Alexander VIII  |
| 1715               | Vicenzo M. Orsini      | paus Benedictus XIII |

Nadat Gregorius XII was afgetreden als paus, waarmee een einde kwam aan het Westers Schisma, werd hij onder zijn eigen naam, Angelo Correr, van 1415 tot aan zijn dood in 1417 kardinaal-bisschop van Porto-Santa Rufina. 